# Dobeles distrikt
Dobeles distrikt (lettisk: Dobeles rajons) er et tidligere administrativt område i Semgallen i det syd-vestlige Letland. Udover den centrale administration bestod Dobeles distrikt af 18 selvstyrende enheder: to byer, én novads samt 15 pagaster. Dobeles distrikt ophørte med at eksistere i forbindelse med kommunalreformen af 2009.

## Selvstyrende enheder underlagt Dobeles distrikt
- Annenieku pagasts
- Auce by
- Auru pagasts
- Bēnes pagasts
- Bērzes pagasts
- Bikstu pagasts
- Dobele by
- Dobeles pagasts
- Īles pagasts
- Jaunbērzes pagasts
- Krimūnas pagasts
- Lielauces pagasts
- Naudītes pagasts
- Penkules pagasts
- Tērvetes novads
- Ukru pagasts
- Vītiņu pagasts
- Zebrenes pagasts

56°37′N 23°16′Ø / 56.62°N 23.27°Ø